# Seminario Teológico Bautista del Suroeste
El Seminario Teológico Bautista del Suroeste (inglés: Southwestern Baptist Theological Seminary) es un seminario bautista, en Fort Worth, Texas, Estados Unidos. Está afiliado a la Convención Bautista del Sur. 

## Historia
La escuela tuvo su origen en el departamento de teología de Baylor University a través de la Convención Bautista del Sur en Waco (Texas) en 1901.  Se fundó oficialmente con su nombre actual en 1908.  En 1910, se mudó a Fort Worth. En 2011, se estableció un campus en la prisión Unidad Darrington en Condado de Brazoria (Texas). La escuela ha reducido significativamente la tasa de violencia en la prisión. En 2019, la escuela ocupó el segundo lugar en seminarios evangélicos en los Estados Unidos por el número de inscripciones con 1,521 estudiantes de tiempo completo. Para el curso 2021-2022 contó con 2.071 alumnos.

## Controversias
En 2019, después de los escándalos de acusaciones de abuso sexual que involucraron al diácono Paul Pressler y de encubrimientos de abusos sexuales que involucraron a la ex presidenta del Seminario, Paige Patterson, la escuela retiró las vidrieras que representan a los actores del resurgimiento conservador, ubicadas en la capilla MacGorman, inaugurada en 2011. 
En 2023, los fideicomisarios informaron que el seminario había acumulado un déficit de $140,1 millones entre 2002 y 2022, debido a gastos excesivos del presidente Paige Patterson. 